# Багачівська сільська рада (Кривоозерський район)
Бага́чівська сільська́ ра́да — орган місцевого самоврядування у Кривоозерському районі Миколаївської області. Адміністративний центр — село Багачівка.

## Загальні відомості
- Населення ради: 1 061 особа (станом на 2001 рік)

## Населені пункти
Сільській раді були підпорядковані населені пункти:
- с. Багачівка
- с-ще Климівка
- с. Мала Багачівка
- с. Миколаївка

## Склад ради
Рада складалася з 14 депутатів та голови.
- Голова ради: Котик Наталія Романівна
- Секретар ради: Білоскурська Людмила Борисівна

### Керівний склад попередніх скликань
| Прізвище, ім'я, по батькові        | Основні відомості                                                                       | Дата обрання | Дата звільнення |
| ---------------------------------- | --------------------------------------------------------------------------------------- | ------------ | --------------- |
| Германович Олександр Володимирович | Сільський голова, 1976 року народження, безпартійний                                    | 26.03.2006   | 21.01.2007      |
| Дробот Марія Іванівна              | Сільський голова, 1952 року народження                                                  | 03.06.2007   | 31.10.2010      |
| Котик Наталія Романівна            | Сільський голова, 1951 року народження, освіта середня спеціальна, член Партії регіонів | 31.10.2010   |                 |

Примітка: таблиця складена за даними сайту Верховної Ради України